# Mezősályi
Mezősályi (románul: Șăulia vagy Șăulia de Câmpie) falu Maros megyében, Erdélyben, Romániában, Mezősályi község központja.

## Fekvése
Kolozsvártól délkeletre, Mezőméhes, Mezővelkér, Mezőpagocsa és Mezőszakál közt fekvő település.

## Története
Mezősályi (Sályi) nevét 1377-ben említették először az oklevelek Sauly néven.
1384-ben és 1428-ban Sauli, 1439-ben Sal, 1498-ban Mezewsaly, 1733-ban Seulya, 1750-ben Seulia, 1760-ban Mező Sállyi néven írták. 1888-ban és 1910-ben Mezősályi Torda-Aranyos vármegye Marosludasi járáshoz tartozott. 
1910-ben 1630 lakosa volt, ebből 164 magyar, 1358 román, melyből 38 római katolikus, 1473 görögkatolikus, 104 református volt.

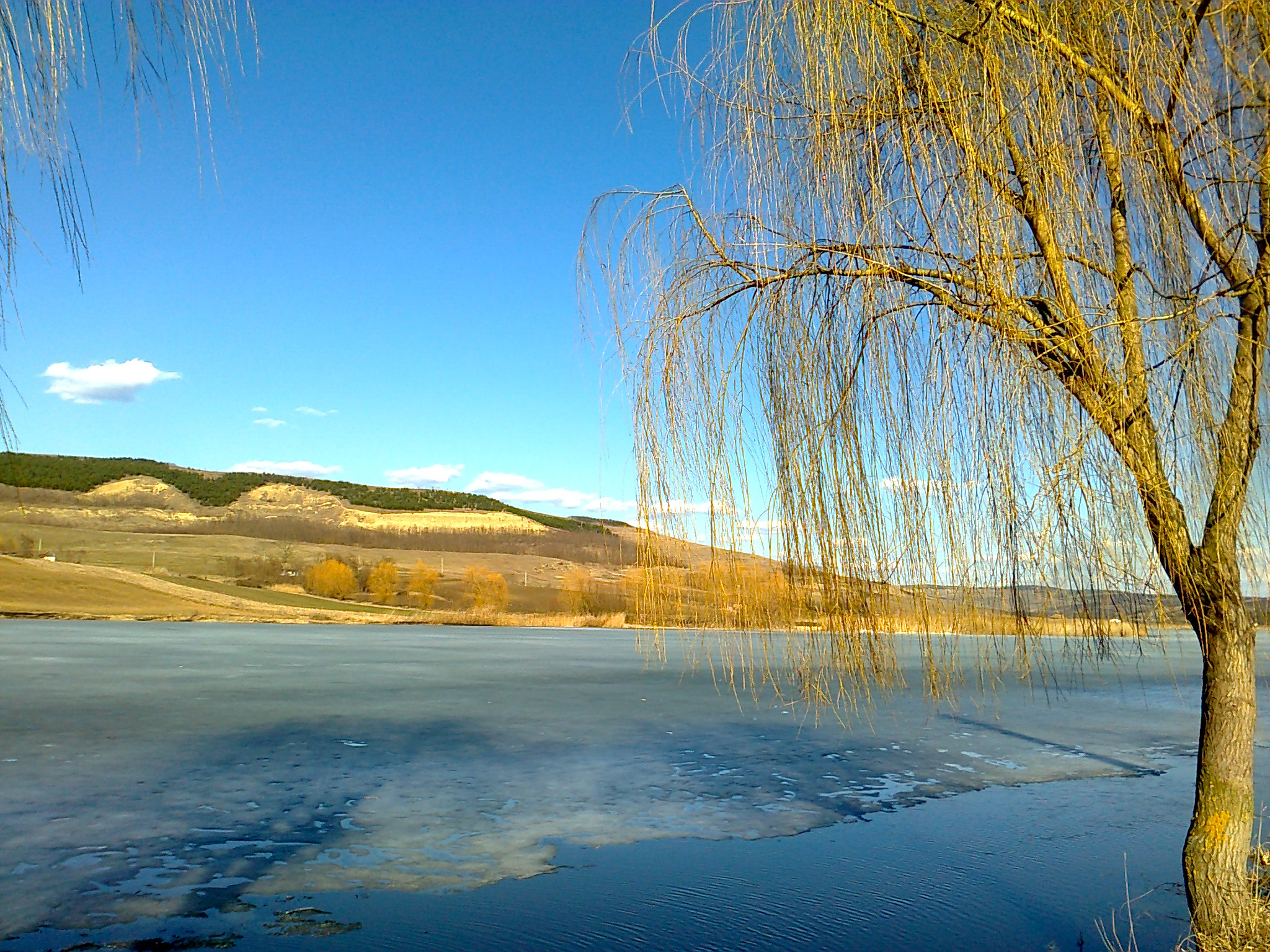
Halastó a falu mellett
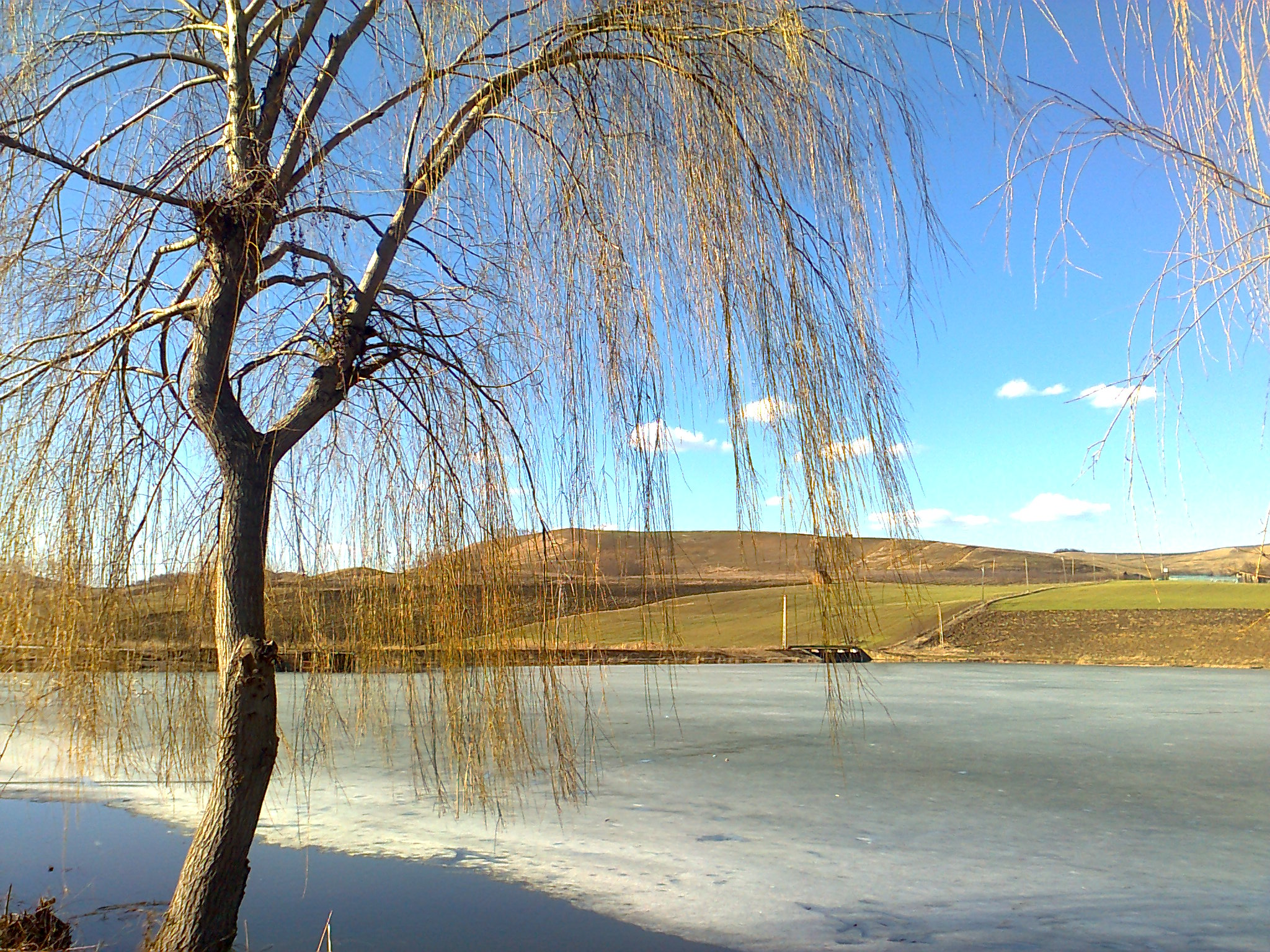
Halastó a falu mellett